# Mycetia bracteata
Mycetia bracteata är en måreväxtart som beskrevs av John Hutchinson. Mycetia bracteata ingår i släktet Mycetia och familjen måreväxter. Inga underarter finns listade i Catalogue of Life.